# The Narrow Road to the Deep North (Fernsehserie)
The Narrow Road to the Deep North ist eine australische Drama-Miniserie von Justin Kurzel nach der gleichnamigen Romanvorlage von Richard Flanagan. Sie wurde am 18. April 2025 in das Programm von Prime Video aufgenommen.

## Inhalt
Der britische Sanitätsoffizier Dorrigo Evans wird von den Japanern in einem Kriegsgefangenenlager an der Thailand-Burma-Eisenbahn interniert. Unter schwierigen Bedingungen versucht er, seine Kameraden zu retten. Dabei ist er in Gedanken bei seiner Jugendaffäre Amy, der Frau seines Onkels Keith Mulvaney. Schließlich kehrt Evans als gefeierter Chirurg und Kriegsheld in seine Heimat zurück.

## Produktion
Die Miniserie besteht aus fünf Folgen à 45 Minuten und basiert auf dem gleichnamigen Roman von Richard Flanagan (deutsch: Der schmale Pfad durchs Hinterland). Hierfür erhielt Flanagan 2014 den britischen Booker Prize.

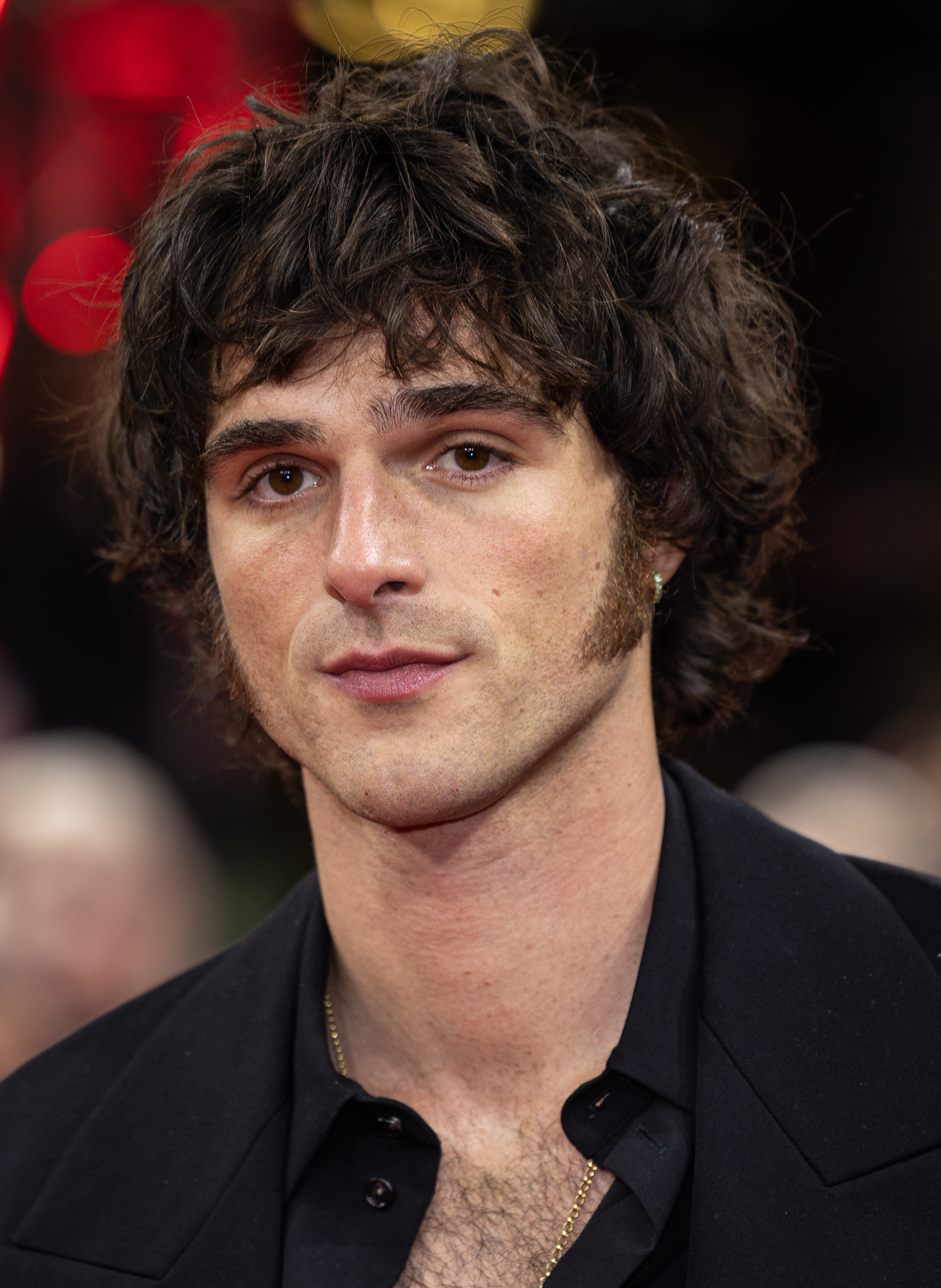
Jacob Elordi spielt in der Hauptrolle Dorrigo Evans

Bereits 2018 erwarb das britische Medienhaus Fremantle die Rechte am Roman und plante eine Fernsehserie. Ein Jahr später wurde Justin Kurzel als Regisseur und Shaun Grant als Drehbuchautor bekannt gegeben. Im Jahr 2022 wurde Jacob Elordi als Protagonist ausgewählt und die Produktion wechselte zu Curio Pictures. Im November 2023 wurde auch der restliche Cast bekannt gegeben und die Dreharbeiten begannen.
Die Serie wurde von Curio Pictures produziert und soll von Amazon Prime Video in Kanada, Australien und Neuseeland vertrieben werden. Sony Pictures Television übernimmt den internationalen Vertrieb, wobei die Serie in Großbritannien auf BBC One laufen wird.
Die ersten beiden Folgen feierten am 15. Februar auf der Berlinale 2025 in der Sektion Special Gala Premiere. Die deutschen Vertriebsrechte erwarb Sky, die die Serie seit dem 1. Juli 2025 auf WOW ausstrahlt. Eine Veröffentlichung auf Prime Video erfolgte außerhalb Deutschlands am 18. April 2025.

## Rezeption
Von den bei Rotten Tomatoes aufgeführten Kritiken sind alle positiv bei einer durchschnittlichen Bewertung mit 8,3 von 10 möglichen Punkten.